# Nemzeti Munkapárt
A Nemzeti Munkapárt egy rövid ideig létezett politikai párt volt a dualizmus-kori Magyarországon. Az 1906-ban jogutód nélkül megszűnt Szabadelvű Párt egykori tagjaiból alakult és nagyjából ugyanazt a politikát folytatta.

## Története
A párt 1910. február 19-én az egykori Szabadelvű Párt tagjainak többségét összefogó Nemzeti Társaskör és az Országos Alkotmánypárt egyesüléséből alakult. Elnevezését Berzeviczy Albert javaslatára választotta, első (és egyetlen) elnöke pedig a Nemzeti Társaskör addigi elnöke, Lukács László lett.
A Szabadelvű Párt egykori tagjainak szinte mindegyike csatlakozott az új párthoz, köztük például Tisza István, vagy Khuen-Héderváry Károly is. A kifejezetten az 1910-es választásokra szerveződött Munkapárt közel kétharmados többséget nyert a választásokon (a parlamenti mandátumok 61,98%-át), így rövid belső csatározást követően Khuen-Héderváry alakíthatta meg második kormányát, mely egészen 1912-ig volt hatalmon. Őt még két munkapárti kormány (a Lukács-kormány és Tisza István második kormánya) követte.
1913-ban az egyre fokozódó belső feszültségek (főleg Tisza István erőszakos politizálási „módszerei”) hatására az egykori Országos Alkotmánypárt több régi tagja kivált a Munkapártból és ifj. Andrássy Gyula vezérletével azonos néven újjáalakították egykori szervezetüket, majd ellenzékbe vonultak.
Tisza lemondása után, 1917. június 15-én a politikai stabilitás megteremtése érdekében szinte az összes parlamenti párt bevonásával alakult meg az Esterházy-kormány. Mivel a munkapárt továbbra is abszolút parlamenti többséggel bírt, az új kormány bukása gyakorlatilag biztos volt, hiába volt egy munkapárti minisztere is, ami alakulása után alig két hónappal, augusztusban be is következett.
Az utánuk alakult harmadik Wekerle-kormány tanulva az esetből a politikai stabilitás érdekében Wekerle Sándor vezetésével 48-as Alkotmánypárt néven megpróbálkozott egy új kormánypárt létrehozásával, amibe több más párt mellett a Nemzeti Munkapárt is beolvadt 1918. október 22-én, de ez sem vezetett a kívánt eredményre. A Wekerle 1918. október 30-i lemondása után kinevezett Hadik-kormány már meg sem alakulhatott; még aznap este elsodorta az őszirózsás forradalom.

## Országgyűlési választási eredményei
| Választások | Mandátumok száma | Mandátumok aránya | Parlamenti szerepe |
| ----------- | ---------------- | ----------------- | ------------------ |
| 1910-es     | 256              | 61,98%            | kormánypárt        |